# Ишунь Немецкий (Советский район)
Ишу́нь Неме́цкий (укр. Ішунь Німецький, крымскотат. Nemse İşün, Немсе Ишюн) — исчезнувшее село в Советском районе Республики Крым, располагавшееся на юге района, на левом берегу реки Восточный Булганак, примерно в 4 километрах к юго-западу от современного села Красногвардейское.

## История
Ишунь немецкий, в отличие от Ишуня болгарского и Ишуня татарского, был основан на месте старинного села Уйшунь, первое документальное упоминание которого встречается в Камеральном Описании Крыма… 1784 года, судя по которому, в последний период Крымского ханства Уишун входил в Ширинский кадылык Кефинскаго каймаканства. Видимо, вскоре после присоединения Крыма к России 8 февраля 1784 года, деревня была покинута жителями, эмигрировавшими в Турцию и в ревизских документах конца XIX — начала XX века не встречается, хотя территориально находилась в Байрачской волости Феодосийского уезда. Лишь на военно-топографической карте генерал-майора Мухина 1817 года обозначена пустующая деревня Уйшунь. Новое заселение деревни началось после 1829 года, поскольку в «Ведомости о казённых волостях Таврической губернии 1829 года» она ещё не значится, но уже на карте 1836 года в деревне 11 дворов, а на карте 1842 года Уйшунь уже обозначен условным знаком «малая деревня», то есть, менее 5 дворов.
В 1860-х годах, после земской реформы Александра II, деревню приписали к Шейих-Монахской волости. Согласно «Списку населённых мест Таврической губернии по сведениям 1864 года», составленному по результатам VIII ревизии 1864 года, Ишунь — владельческий греческий хутор с 4 дворами и 28 жителями при родниках. На трёхверстовой карте Шуберта 1865—1876 года деревня Ишунь обозначена с 16 дворами. По «Памятной книге Таврической губернии 1889 года», по результатам Х ревизии 1887 года, в деревне Ишунь числилось 33 двора и 203 жителя.
После земской реформы 1890-х годов деревню приписали к Цюрихтальской волости. По «…Памятной книжке Таврической губернии на 1892 год» в безземельной деревне Ишунь, не входившей ни в одно сельское общество, было 93 жителя, у которых домохозяйств не числилось. По «…Памятной книжке Таврической губернии на 1902 год» в экономии Ишунь, находившейся в частной собственности, числился 81 житель в 9 домохозяйствах. По Статистическому справочнику Таврической губернии. Ч.II-я. Статистический очерк, выпуск пятый Феодосийский уезд, 1915 год, в деревне Ишунь (вакуф) Цюрихтальской волости Феодосийского уезда числилось 18 дворов (все дворы безземельные) с татарским населением в количестве 9 человек приписных жителей и 54 «посторонних», из которых 33 мужчины и 30 женщин. Жители владели 261 десятиной удобной земли. В хозяйствах имелось 45 лошадей и 15 коров. Согласно списку 1915 года «…русских подданных из австрийских, венгерских или германских выходцев» землевладельцев, опубликованном в газете «Таврические губернские ведомости» в апреле 1915 года, при деревне Ишунь значится Губер Андреас Вильгельмович, имевший 68,5 десятин земли.
После установления в Крыму Советской власти, по постановлению Крымревкома № 206 «Об изменении административных границ» от 8 января 1921 года была упразднена волостная система и село вошло в состав Ичкинского района Феодосийского уезда, а в 1922 году уезды получили название округов. 11 октября 1923 года, согласно постановлению ВЦИК, в административное деление Крымской АССР были внесены изменения, в результате которых округа были отменены, Ичкинский район упразднили, включив в состав Феодосийского в состав которого включили и село. Согласно Списку населённых пунктов Крымской АССР по Всесоюзной переписи 17 декабря 1926 года, в селе Ишунь (немецкий), Челеби-Элинского сельсовета Феодосийского района, числилось 10 дворов, все крестьянские, население составляло 25 человек, из них 15 болгар, 5 русских и 5 немцев. Время исчезновения села не установлено — оно ещё отмечено на двухкилометровке РККА 1942 года. Вскоре после начала Великой Отечественной войны, 18 августа 1941 года крымские немцы были выселены, сначала в Ставропольский край, а затем в Сибирь и северный Казахстан. В 1944 году, после освобождения Крыма от фашистов, согласно
Постановлению ГКО № 5984сс от 2 июня 1944 года, 27 июня крымские греки и болгары также были депортированы. Возможно, опустевшее село не возрождали.

### Динамика численности населения
| - 1864 год — 28 чел. - 1889 год — 203 чел. - 1892 год — 93 чел. | - 1900 год — 81 чел. - 1915 год — 9/54 чел. - 1926 год — 25 чел. |